# Cratere Sarn
Sarn  è un cratere sulla superficie di Marte.